# بورسول
بورسول (به لاتین: Bursol) یک منطقهٔ مسکونی در روسیه است که در سرزمین آلتای واقع شده‌است.